# Der Dicke Stein (Armsheim)
Der Dicke Stein ist ein Menhir bei Armsheim im Landkreis Alzey-Worms in Rheinland-Pfalz.

## Lage und Beschreibung
Der ursprüngliche Standort des Steins ist nicht bekannt. Vielleicht diente er einst als Bekrönung für einen heute zerstörten Grabhügel. Wohl ab dem Mittelalter wurde er zusammen mit dem Hinkelstein, dem Spitzen Stein, dem heute zerstörten Haugstein und einem weiteren Menhir als Grenzstein zwischen Armsheim und Flonheim verwendet. Während einer Flurbereinigung wurden Der Dicke Stein und der Spitze Stein 1979 entfernt und im folgenden Jahr 1200 m westlich von Armsheim wieder aufgestellt. 2001 wurden sie erneut umgesetzt. Der Dicke Stein wurde dabei auf einer kleinen Grünanlage direkt im Ort in der Bahnhofstraße aufgestellt. Der Spitze Stein liegt direkt neben ihm. Der bereits 1975 leicht versetzte Hinkelstein wurde 500 m südwestlich hiervon aufgestellt. 1,8 km südlich befindet sich der Lange Stein von Flonheim.
Der Menhir besteht aus Kalkstein, als dessen Herkunftsort der 2 km entfernte Geiersberg identifiziert werden konnte. Er hat eine stark poröse und verwitterte Oberfläche und weist an einer Stelle ein schräg verlaufendes durchgehendes Loch von einer Breit- zu einer Schmalseite auf. Er hat eine Höhe von 210 cm, eine Breite von 90 cm und eine Tiefe von 25 cm. Damit ist er trotz seines Namens der dünnste der drei Menhire in Armsheim. Er ist plattenförmig, annähernd rechteckig und läuft nach oben schräg aus.